# Dreamland (группа)
Dreamland — группа из Швеции, играющая в стиле мелодик-пауэр-метал. С момента образования Dreamland выпустили три альбома. Первый — Future’s Calling был издан в 2005 году. В 2006 году вышел второй - Eye for an Eye, запись которого проходила в студиях Moonshine Studio и Los Angered Recording. В 2009 Dreamland выпустили альбом Exit 49, который сводился на Sonic Train Studios. До образования Dreamland почти все участники играли в шведской группе Infinity.